# Remington 870
Remington 870 je v současné době nejrozšířenější opakovací brokovnicí používanou ozbrojenými složkami.[zdroj?] Od roku 1950 až do současnosti ji vyrábí americká zbrojovka Remington Arms. Vyrábí se ve sportovní a lovecké verzi, rovněž pro policejní a vojenské použití. V polovině šedesátých let byla přijata do výzbroje americké námořní pěchoty. Je určena pro strážní jednotky a jako zbraň pro příslušníky ochrany velvyslanectví.

## Konstrukce
Jde o opakovací zbraň s opakovací funkcí ovládanou pohyblivým předpažbím. Brokovnice ráže 12 má trubicový zásobník uložený pod hlavní. Ten je v základní variantě na 7 nábojů. Zbraň používá systém uzamčení závěru výkyvným blokem na horní straně závěru. Různé používané náboje obsahují velké broky, malé broky, jednotný náboj, šipky, projektily s CS plynem, plastikové střely a další.